# Mitchell van der Gaag
Mitchell van der Gaag (* 22. Oktober 1971 in Zutphen) ist ein niederländischer Fußballtrainer.

## Spielerkarriere
Der im niederländischen Zutphen geborene Mitchell van der Gaag wurde von De Graafschap und dem PSV Eindhoven ausgebildet. Seine Profikarriere in der Saison 1989/1990 begann er jedoch beim NEC Nijmegen, wohin er im Februar 1990 ausgeliehen wurde. Anschließend wurde er an Sparta Rotterdam ausgeliehen und kehrte nach Ablauf dieser Leihe zum PSV Eindhoven zurück. Sein erstes Spiel für den Verein bestritt er am 7. Februar 1993 in einem Ligaspiel gegen den SC Cambuur. Er wurde in diesem Spiel, das sein Team mit 1:0 gewann, für Edward Linskens eingewechselt.
Im Juli 1997 unterschrieb er beim FC Utrecht. Sein erstes Spiel in den neuen Farben bestritt er am 20. August 1997, am ersten Spieltag der Eredivisie-Saison 1997/1998, gegen Roda JC, wo er in der Startelf stand (Utrecht verlor an diesem Tag 0:1).
Am 2. Juli 2001 wechselte van der Gaag nach Portugal zu Marítimo Funchal. Er unterschrieb einen Zweijahresvertrag mit der Option auf ein weiteres Jahr.
Am 17. September 2001 erzielte van der Gaag gleich zwei Tore in einem Ligaspiel gegen den FC Alverca. Er stand in der Startelf und verhalf seiner Mannschaft zum 5:0-Sieg.

## Trainerkarriere
Nach seiner Spielerkarriere wurde Mitchell van der Gaag Trainer und begann seine neue Karriere in Portugal bei seinem damaligen Verein Marítimo Funchal, wo er ab 2008 die B-Mannschaft trainierte. Nach der Entlassung von Carlos Carvalhal wurde er am 17. Oktober 2009 zum Cheftrainer der ersten Mannschaft ernannt.
Nach zwei Jahren ohne Engagement im Fußball übernahm van der Gaag wieder einen Verein. Am 6. Juni 2012 wurde er zum Leiter des portugiesischen Vereins Belenenses Lissabon ernannt.
| Personendaten    | Personendaten                                |
| ---------------- | -------------------------------------------- |
| NAME             | Gaag, Mitchell van der                       |
| KURZBESCHREIBUNG | niederländischer Fußballspieler und -trainer |
| GEBURTSDATUM     | 22. Oktober 1971                             |
| GEBURTSORT       | Zutphen, Niederlande                         |